# Big Frog Mountain
Big Frog Mountain je hora nacházející se v jihovýchodním Tennessee v Big Frog Wilderness s vrcholem v nadmořské výšce 1 287 metrů. Nachází se v pohoří Blue Ridge Mountains, které je součástí Appalačských hor.

## Zeměpisná poloha
Většina Big Frog Mountain, včetně jejího vrcholu, se nachází v Tennessee, což je také nejvyšší bod v tomto kraji. Část hory jižně od vrcholu se nachází ve státě Georgie. Nachází se na předělu mezi povodími řeky Tennessee a Coosa. Horu možno taky prozkoumat sítí stezek.
Big Frog Mountain má dlouhý, úzký a plochý vrchol, který mírně stoupá do maximální výšky 1 287 metrů. Na západní části vrcholu hory se nacházejí velké plochy rododendronů.